# Jürgen Poeschel
Jürgen Poeschel (* 15. Mai 1942 in Kasdorf, Westpreußen; † 22. November 2015 in Oldenburg) war ein deutscher Verwaltungsjurist und Staatstheoretiker. Von 1996 bis 2001 war er für die CDU der erste direkt gewählte Oberbürgermeister der Stadt Oldenburg.

## Leben
Jürgen Poeschel legte das Abitur am Scharnhorstgymnasium in Hildesheim ab und studierte Jura an der Georg-August-Universität Göttingen, wo er 1977 auch mit einem staatstheoretischen Thema bei Ernst Rudolf Huber promovierte. Nach dem Studium schlug Poeschel eine Laufbahn in der Kommunalverwaltung ein, mit Stationen in Braunschweig, Wolfenbüttel und Oldenburg (Oldb.). Nach der Wiedervereinigung Deutschlands wechselte Poeschel in das Sächsische Staatsministerium für Wissenschaft und Kunst in Dresden.
In die Kommunalpolitik trat Poeschel 1996 ein, als er überraschend die erste direkte Wahl zum Oberbürgermeister der Stadt Oldenburg (Oldb.) gewann. Aufgrund der Einführung der Eingleisigkeit in Niedersachsen übernahm Poeschel neben der Funktion des Hauptverwaltungsbeamten (bisheriger Oberstadtdirektor) zugleich die repräsentative Vertretung der Stadt. Damit stand dem SPD-geführten Rat der Stadt Oldenburg bis 2001 ein Oberbürgermeister der CDU gegenüber. Die Amtszeit war vor allem von Anstrengungen in der Verwaltungsreform und von Auseinandersetzungen mit der Bezirksregierung Weser-Ems über die städtische Haushaltspolitik geprägt.
Nachdem er 2001 bei der Kommunalwahl dem SPD-Kandidaten Dietmar Schütz unterlegen war, wandte Poeschel sich wieder verstärkt der Wissenschaft zu und publizierte Schriften zur Kommunalverfassung sowie zur Reform der deutschen Universität.
Seiner 1979 mit Marlene Poeschel geschlossenen Ehe entstammen vier Kinder. Jürgen Poeschel starb am 22. November 2015 im Alter von 73 Jahren.

## Schriften
- Anthropologische Voraussetzungen der Staatstheorie Rudolf Smends. Die elementaren Kategorien Leben und Leistung. Duncker & Humblot, Berlin 1978
- mit Jörg-Dieter Gauger: Zur Krise und Reform der Universität. 2004 (Zukunftsforum Politik)